# تاریخ جهان، قسمت ۱
تاریخ جهان: قسمت اول (به انگلیسی: History of the World: Part I) فیلمی کمدی-موزیکال و نقیضهای تاریخی با نویسندگی و کارگردانی مل بروکس است که در ۱۲ ژوئن ۱۹۸۱ در آمریکا منتشر شد. بازیگران اصلی این فیلم، مل بروکس (در نقش‌های: موسی، کامیکوس (یک فیلسوف)، تورکیمادا، لوئی شانزدهم)، دام دی‌لوئیس (سزار)، مدلین کان (همسر سزار)، جان هارت و هاروی کورمن (کنت دمونی) هستند. محل برداشت این فیلم کاخ بلنهایم، در آکسفوردشایر بود.

## داستان
داستان این فیلم به چند بخش تقسیم می‌شود. بخش اول با گویندگی اورسون ولز آغاز شده و دربارهٔ تکامل انسان صحبت می‌کند. سپس به زندگی انسان‌های اولیه به‌طور هجوآمیز پرداخته می‌شود و صحنه‌های کمدی، که اغلب هجوی از اتفاقات آن دوران هستند (مانند اختراع نیزه، زاده شدن هنر نقاشی و منتقدی که هم‌زمان با آن زاده شد، موسیقی و غیره) شالودهٔ این بخش است. سپس ملاقات موسی و خدا در طور سینا و ارائهٔ ده فرمان توسط او به طریقی طنزآلود نمایش داده می‌شود. بعد از این، یک بخش طولانی ۵۰ دقیقه‌ای از دوران طلایی روم باستان به نمایش درمی‌آید و در آن کامیکوس که خود را یک فیلسوف استندآپ معرفی می‌کند، (از Stand-up Philosopher که بازی با عبارت Stand-up comedian است به معنی شخص طنزپردازی که به‌طور زنده به شاد کردن مخاطبان می‌پردازد) برای ارائهٔ نمایش به دربار سزار راه یافته و سپس با برانگیخیتن خشم او جانش به خطر می‌افتد و به بیت‌المقدس فرار می‌کند که در آنجا به عیسی و حواریونش در شام آخر ملحق می‌شود. پردهٔ بعدی در قرون وسطا رخ می‌دهد و تورکیمادا که مؤسس سازمان تفتیش عقاید است، (با بازی خود مل بروکس) یک نمایش موزیکال و طنزآلود را اجرا می‌کنند. پردهٔ آخر در زمان انقلاب فرانسه است. در اینجا مل بروکس در نقش لوئی شانزدهم و همچنین پسرک پیش‌آب جمع کن ظاهر می‌شود که با ایدهٔ کنت دمونی (با بازی هاروی کورمن) به جای شاه بر تخت می‌نشیند تا جان شاه نجات یابد.
در انتهای فیلم، یک تیزر به گویندگی مل بروکس پخش می‌شود که بینندگان را به تماشای قسمت دوم تاریخ جهان فرامی‌خواند. در این تیزر، هیتلر به اسکیت روی یخ می‌پردازد، صحنه‌ای کوتاه ار غرق شدن کشتی وایکینگها نمایش می‌یابد و نیز صحنه‌ای شبیه به جنگ ستارگان پخش می‌شود.

## حاشیه‌ها و نکات
نکتهٔ اول که بسیار بارز است، مربوط به عنوان فیلم می‌شود. این فیلم فقط در یک قسمت ساخته شده‌است و عبارت «قسمت اول» در انتهای فیلم، احتمالاً بازی با مخاطب یا خود یک هجویه بر آثاری از دیگران است که نیمه کاره رها شده یا خالق فرصت ساخت ادامهٔ آن را نداشته‌است.
دخترانی که در حرمسرای سزار نقش باکره‌های پاکدامن را بازی می‌کنند، همگی مدل‌های مجلهٔ پلی‌بوی هستند.